# Пирило Сотано (Катанцаро)
Пирило Сотано је насеље у Италији у округу Катанцаро, региону Калабрија.
Према процени из 2011. у насељу је живело 90 становника. Насеље се налази на надморској висини од 874 м.